# Reichenbach am Heuberg
Reichenbach am Heuberg è un comune tedesco di 473 abitanti,, situato nel land del Baden-Württemberg.